# 韋斯特菲爾德科納斯 (伊利諾伊州)
韋斯特菲爾德科納斯（英語：Westfield Corners）是位於美國伊利諾伊州溫納貝戈縣的一個非建制地區。該地的面積和人口皆未知。

## 地理
韋斯特菲爾德科納斯的座標為42°12′30″N 89°13′51″W / 42.20833°N 89.23083°W，而該地的平均海拔高度為260米（即853英尺）。